# Philip Schuyler
Philip Schuyler (Albany, 1733. november 20. – Albany, 1804. november 18.) az Amerikai Egyesült Államok szenátora (New York, 1789–1791 és 1797–1798).